# Pavlína Braunová
Pavlína Braunová (* 5. března 1965 Sokolov) byla česká folková zpěvačka, bývalá členka hudební skupiny Minnesengři a skupin Freska a Sem Tam. Za svůj život nahrála asi 19 písní, několikrát vystupovala i v Československé televizi. Dne 6. srpna 1988 zmizela beze stop.
V roce 2013 bývalý zvukař skupiny Minnesengři Jan Friedl a básník, textař, kytarista a autor repertoáru Minnesengrů z konce 80. let 20. století Jiří Smrž za pomoci Pavla Anděla Pokorného vydali folkrockové album původních archivních demo nahrávek Pavlíny Braunové s názvem Bílé místo.

## Zmizení
V době zmizení žila u své babičky ve Strakonicích. Dne 6. srpna 1988 zmizela v době, kdy jela na zkoušku skupiny Minnesengři do Českých Budějovic. Je vedena jako pohřešovaná.
Na zkoušku sice plánovala jet ze Strakonic vlakem, podle jejích známých ale často cestovala stopem. Podle zpráv v médiích našla později policie prázdnou kabelku a jednu botu v lese za Strakonicemi blízko silnice na České Budějovice, kde měla Pavlína stopovat. Policie tuto fámu vyvrátila.
O důvodech jejího zmizení se dodnes spekuluje. Pravděpodobně se stala obětí násilného trestného činu a její tělo nebylo doposud nalezeno. V roce 1988 se mohlo jednat o utajenou emigraci z Československa, není ale pravděpodobné, že by se po Sametové revoluci v 1989 neohlásila alespoň svým rodičům. Tato alternativa by mohla platit v případě, že by v emigraci zemřela.